# العلاقات الدنماركية الليتوانية
العلاقات الدنماركية الليتوانية هي العلاقات الثنائية التي تجمع بين الدنمارك وليتوانيا.

## مقارنة بين البلدين
هذه مقارنة عامة ومرجعية للدولتين:
| وجه المقارنة                                              | الدنمارك                                                     | ليتوانيا                                                    |
| --------------------------------------------------------- | ------------------------------------------------------------ | ----------------------------------------------------------- |
| المساحة (كم2)                                             | 42.92 ألف                                                    | 65.30 ألف                                                   |
| عدد السكان (نسمة)                                         | 5.79 مليون                                                   | 2.79 مليون                                                  |
| الكثافة السكانية (ن./كم²)                                 | 134.9                                                        | 42.73                                                       |
| العاصمة                                                   | كوبنهاغن                                                     | فيلنيوس، كاوناس                                             |
| اللغة الرسمية                                             | اللغة الدنماركية                                             | اللغة الليتوانية                                            |
| العملة                                                    | كرونة دنماركية                                               | ليتاس ليتواني، يورو                                         |
| الناتج المحلي الإجمالي (بليون دولار)                      | 324.87 مليار                                                 | 47.17 مليار                                                 |
| الناتج المحلي الإجمالي (تعادل القوة الشرائية) بليون دولار | 278.61 مليار                                                 | 84.06 مليار                                                 |
| الناتج المحلي الإجمالي الاسمي للفرد دولار أمريكي          | 51.99 ألف                                                    | 14.15 ألف                                                   |
| الناتج المحلي الإجمالي للفرد دولار أمريكي                 | 45.54 ألف                                                    | 27.69 ألف                                                   |
| مؤشر التنمية البشرية                                      | 0.900                                                        | 0.839                                                       |
| رمز المكالمات الدولي                                      | +45                                                          | +370                                                        |
| رمز الإنترنت                                              | .dk                                                          | .lt                                                         |
| المنطقة الزمنية                                           | توقيت وسط أوروبا، ت ع م+02:00، ت ع م+01:00، أوروبا/كوبنهاجن ‏ | ت ع م+02:00، ت ع م+03:00، أوروبا/فيلنيوس ‏، توقيت شرق أوروبا |

## مدن متوأمة
في ما يلي قائمة باتفاقيات التوأمة بين مدن دنماركية وليتوانية:
- ترتبط Aalborg Municipality [الإنجليزية]‏ مع فيلنيوس باتفاقية توأمة منذ 1987.[16][17][18][19]
- ترتبط آلبورغ مع فيلنيوس باتفاقية توأمة منذ 1997.[20][21][22][23]
- ترتبط Kolding Municipality [الإنجليزية]‏ مع بانيفيزيس باتفاقية توأمة منذ 1979.[24][25][26][24]
- ترتبط كولدنغ مع Panevėžys urban area [الإنجليزية]‏ باتفاقية توأمة منذ 1947.[24][25][26][24]
- ترتبط أودنسه مع كاوناس باتفاقية توأمة منذ 22 أبريل 1989.[27][27][27][27]
- ترتبط Køge [الإنجليزية]‏ مع كلايبيدا باتفاقية توأمة.
- ترتبط فريديريكا مع شياولياي باتفاقية توأمة.
- ترتبط هولستيبرو مع بريناي باتفاقية توأمة.

## منظمات دولية مشتركة
يشترك البلدان في عضوية مجموعة من المنظمات الدولية، منها:
| علم المنظمة | اسم المنظمة                               | تاريخ انضمام الدنمارك | تاريخ انضمام ليتوانيا |
| ----------- | ----------------------------------------- | --------------------- | --------------------- |
|             | حلف شمال الأطلسي                          | 4 أبريل 1949          | 29 مارس 2004          |
|             | وكالة ضمان الاستثمار متعدد الأطراف        | 12 أبريل 1988         | 8 يونيو 1993          |
|             | منظمة الشرطة الجنائية الدولية             | ?                     | ?                     |
|             | مجموعة الموردين النوويين                  | ?                     | ?                     |
|             | منظمة حظر الأسلحة الكيميائية              | ?                     | ?                     |
|             | منظمة التجارة العالمية                    | 1995                  | ?                     |
|             | الأمم المتحدة                             | 24 أكتوبر 1945        | 17 سبتمبر 1991        |
|             | مركز تنسيق الحركة في أوروبا ‏              | ?                     | ?                     |
|             | المنظمة الأوروبية لسلامة الملاحة الجوية   | 1994                  | 2006                  |
|             | مؤسسة التمويل الدولية                     | 20 يوليو 1956         | 15 يناير 1993         |
|             | يونسكو                                    | 4 نوفمبر 1946         | 7 أكتوبر 1991         |
|             | مؤسسة التنمية الدولية                     | 30 نوفمبر 1960        | 23 سبتمبر 2011        |
|             | الاتحاد الأوروبي                          | 1973                  | 1 مايو 2004           |
|             | منظمة الأمن والتعاون في أوروبا            | 25 يونيو 1973         | 10 سبتمبر 1991        |
|             | الاتحاد الدولي للاتصالات                  | 1866                  | 1 يوليو 1923          |
|             | منظمة التعاون الاقتصادي والتنمية          | ?                     | 5 يوليو 2018          |
|             | مجلس دول بحر البلطيق                      | ?                     | ?                     |
|             | مجلس أوروبا                               | ?                     | ?                     |
|             | اتفاقية السماوات المفتوحة                 | ?                     | ?                     |
|             | البنك الدولي للإنشاء والتعمير             | 30 نوفمبر 1960        | 6 يوليو 1992          |
|             | المركز الدولي لتسوية المنازعات الاستشارية | 24 مايو 1968          | 5 أغسطس 1992          |
|             | الاتحاد البريدي العالمي                   | ?                     | ?                     |

## وصلات خارجية
- موقع وزارة الخارجية الدنماركية
- موقع وزارة الخارجية الليتوانية